# 周俊勳
周俊勳（1980年2月23日—），臺灣嘉義縣人，中國圍棋會一品，臺灣棋院九段、中國圍棋協會九段、職業圍棋棋士，是臺灣1979年成立職業圍棋制度以來第一位職業九段棋手，也是台灣棋院至今唯一拿過大型世界圍棋賽冠軍的棋士。因右臉有大片紅色胎記，外號紅面棋王。
他是世界圍棋棋壇上唯一擁有三個職業圍棋組織（中國圍棋會、中國圍棋協會／中國棋院、臺灣棋院）棋籍的棋手。七歲時，父親在業餘比賽中敗給當時也是七歲的張栩，故起念培養周俊勳。2008年曾退出臺灣棋院，現又復歸。現職中華職業圍棋協會道場總教練（2013年起至今）、海峰棋院精銳隊總教練（2014年起至今）。著有《棋手無悔：犯錯是成功必須的布局》。

## 生平
累積一個世界賽冠軍，50個冠軍18個亞軍，（約佔全臺冠軍總數1/4）臺灣冠軍王
- 1993年 中國棋院入段
- 1994年 中國圍棋會入品
- 1995年 生涯首冠-名人（通算14期）
- 1996年 首奪國手（通算三期），中環盃（通算四期），永大盃（通算二期）
- 1998年 
  - 生涯第十冠到手，時年18歲10個月
  - 最年少個人百勝，時年18歲7個月（現紀錄保持者蕭正浩）
- 1999年 棋王戰停辦，周俊勳三連霸後成末代棋王
- 2000年 
  - 以九段身分入籍臺灣棋院
  - 首奪聯電盃
  - 個人16連勝。年度勝局王56勝12負，年度對局王68局，年度勝率王82.35%
- 2001年 
  - 首奪東鋼盃（通算二期）
  - 個人二百勝，最年少紀錄
  - 年度勝局王44勝13負，年度對局王57局，年度勝率王77.19%
- 2002年 
  - 首奪CMC盃，
  - 生涯第20冠，時年22歲8個月。
- 2003年 
  - 首奪亞藝盃（舊），名人十連霸，
  - 個人三百勝,最年少紀錄，時年23歲9個月。
- 2004年 
  - 首奪棋院盃（通二期）
  - 國內賽跨年30連勝，年度勝率王45勝17負，72.58%
- 2005年 首奪魔戒盃（王者再現）
- 2006年 
  - 首奪王座（棋院盃衛冕，通算三期）
  - 生涯第30冠,時年25歲12個月
  - 年度勝局王54勝17負，年度對局王71局，年度勝率王76.06%
  - 個人四百勝，最年少紀錄，26歲
- 2007年 
  - 首奪LG杯世界棋王（第11屆）[2]、十段、愛心盃。
  - 第六屆天元戰,以1:3敗於挑戰者陳詩淵,三連霸中止.首度於番棋中落敗,國內番棋20連勝中止
  - 年度四冠王．網友票選年度最優秀棋士．
  - 生涯第40冠（國際一冠，國內39冠）

臺灣圍棋紀錄中創下多個紀錄
- 2008年
  - 退出臺灣棋院
  - 參加2008年智慧型計算論壇暨全球九路電腦圍棋賽的電腦圍棋邀請賽，結果3戰全勝
  - 奪首屆棋王冠軍
  - 第35屆名人賽冠軍
  - 生涯第42冠（國際1冠，國內41冠）
- 2009年
  - 9月28日周俊勳等12位棋士回到台灣棋院，簽署了經過翁明顯董事長發佈的新同意書，長達一年七個月整的同意書事件宣告落幕，重新成為職業九段棋士。
  - 第36屆名人賽冠軍（達成名人十六連霸）
  - 生涯第43冠（國際1冠，國內42冠）
- 2010年
  - 第三屆中日菁英賽冠軍（國際第二冠）
  - 第十屆東鋼盃冠軍
  - 生涯第45冠（國際2冠，國內43冠）
- 2011年
  - 第11屆東鋼盃冠軍
  - 奪首屆友士盃十段賽冠軍
  - 生涯第47冠（國際2冠，國內45冠）
- 2012年
  - 第三屆思源盃冠軍
  - 第二屆友士盃十段賽冠軍
  - 生涯第49冠（國際2冠，國內47冠）
- 2015年
  - 第八屆棋王賽冠軍
  - 生涯第50冠（國際2冠，國內48冠）
- 2024年
  - 獲得臺灣師範大學管理學碩士學位

## 升段紀錄
- 1993年 初段 中國棋院
- 1994年 二段 中國棋院
- 1994年 九品（初段）中國圍棋會，同年，八品（二段）
- 1995年 四品（六段）中國圍棋會
- 1997年 三段 中國棋院
- 1997年 三品（七段）中國圍棋會
- 1998年 一品（九段）中國圍棋會
- 2000年 聘任九段 臺灣棋院

## 戰績

### 臺灣戰績
臺灣圍棋賽冠軍王，通算三十九座冠軍，九個亞軍．超過所有臺灣圍棋賽事四分之一。
| 頭銜       | 年份                           | 期數         | 通算期數 | 備註     |
| ---------- | ------------------------------ | ------------ | -------- | -------- |
| 天元       | 2004年—2006年                  | 第3—5期      | 通算3期  |          |
| 王座       | 2005年—2007年                  | 第1—3期      | 三連霸   |          |
| 國手       |                                |              |          | 本賽在籍 |
| 名人       | 1995年—2007年                  | 第21—34期    | 14連霸中 |          |
| 十段       | 2007年                         | 第1期        | 通算1期  |          |
| CMC盃      | 2002年                         | 第2屆        | 通算1期  |          |
| 中環盃     | 1996年，1999年，2000年，2004年 | 第3,6,7,11屆 | 通算4期  |          |
| 亞藝盃     | 2003年                         | 第1屆        | 通算1期  |          |
| 愛心盃     | 2007年                         | 第1屆        | 通算1期  |          |
| 東鋼盃     | 2001年，2006年                 | 第1屆，第6屆 | 通算2期  |          |
| 永大盃     | 1996年，1998年                 | 第4，6期     | 通算2期  | 停辦     |
| 舊國手     | 1997年—1999年                  | 第17—19期    | 通算3期  | 停辦     |
| 魔戒盃     | 2004年                         | 第3屆        | 通算1期  | 停辦     |
| 聯電千禧盃 | 2000年                         | 第1屆        | 通算1期  | 停辦     |
| 棋院盃     | 2003年—2004年                  | 第3—4期      | 通算2期  | 停辦     |

- 臺灣棋院盃，2005年改制為王座戰。詳見臺灣王座戰。
- 亞藝盃，2005年改制為國手戰。詳見臺灣國手戰。
- 舊國手戰（應昌期基金會主辦）。1981年—1999年，共19屆。詳見臺灣國手戰。

### 比赛成绩
| 赛事   | 1997 | 1998 | 1999 | 2000 | 2001 | 2002 | 2003 | 2004 | 2005 | 2006 | 2007 | 2008 | 2009 |
| ------ | ---- | ---- | ---- | ---- | ---- | ---- | ---- | ---- | ---- | ---- | ---- | ---- | ---- |
| 國手   | 冠军 | 冠军 | 冠军 | -    | -    | -    | 冠军 | -    | -    | -    | -    | -    | -    |
| 天元   | -    | -    | -    | -    | -    | -    | -    | 冠军 | 冠军 | 冠军 | 亞軍 | -    | -    |
| 王座   | ×    | ×    | ×    | ×    | ×    | ×    | ×    | ×    | 冠军 | 冠军 | 冠军 | -    | -    |
| 名人   | 冠军 | 冠军 | 冠军 | 冠军 | 冠军 | 冠军 | 冠军 | 冠军 | 冠军 | 冠军 | 冠军 | 冠军 | 冠军 |
| 十段   | ×    | ×    | ×    | ×    | ×    | ×    | ×    | ×    | ×    | ×    | 冠军 | ×    | ×    |
| 中環盃 | -    | -    | 冠军 | 冠军 | -    | -    | -    | 冠军 | -    | -    | -    | -    | -    |
| CMC盃  | -    | -    | -    | -    | -    | 冠军 | -    | -    | -    | -    | -    | -    | -    |
| 棋院盃 | ×    | ×    | ×    | ×    | ×    | ×    | 冠军 | 冠军 | ×    | ×    | ×    | ×    | ×    |
| 棋王戰 | ×    | ×    | ×    | ×    | ×    | ×    | ×    | ×    | ×    | ×    | ×    | 冠军 | 亞軍 |

### 國際戰績
- 除三星杯外，幾乎所有國際大賽他都曾進入本賽
- 前後共取得四十餘次各類賽事臺灣代表權（農心杯，亞洲杯電視快棋賽，為中日韓三方賽事，臺灣無參賽權）
- 國際個人賽：39次出場，累計22勝42負 34.3%
- 國際團體賽：三次出場，累計2勝6負 25.0%
- 總計：42次出場，24勝，48負 33.3%

對手分析：
- 對中國大陸 6勝17負 26.08%
- 對韓國 6勝21負 22.22%
- 對日本 7勝9負 43.75%
- 對其他 5勝1負 83.33%

| 頭銜                 | 年份                   | 期數        | 最佳成績      | 備註                               |
| -------------------- | ---------------------- | ----------- | ------------- | ---------------------------------- |
| 應氏盃               | 2004年                 | 第3—5期     | 16強          | 本賽連續3回（3-5），1勝3負         |
| 豐田杯               | 2006年                 | 第3期       | 16強          | 本賽連續2回（2-3），1勝2負         |
| LG杯                 | 2007年                 | 第11期      | 冠軍          | 本賽連續12回（1-12），8勝12負      |
| 三星杯               | 2001年，2004年         | 第6，9期    | 預三（預4強） | 本賽0回                            |
| 春蘭杯               | 2000年，2002年         | 第2，4屆    | 16強          | 本賽連續6回（1-6），2勝6負         |
| 富士通杯             | 2001年                 | 第14期      | 第4名         | 本賽12回，連續11回（10-20）9勝12負 |
| 中環盃               | 2004年-2007年          | 第1屆-第3屆 | 本賽          | 本賽連續3回（1-3）0勝3負           |
| 東洋證券杯（已停辦） | 1998年                 | 第9期       | 16強          | 本賽連續3回（7-9），1勝3負         |
| CSK杯（亞洲杯）      | 2002年，2004年，2005年 | 第1，3，4屆 | 本賽 2勝6敗   | 本賽3回，已停辦，團體賽            |
| 國際新銳對抗賽       | 2005年，2006年         | 第6，7屆    | 本賽 2勝4敗   | 非正式，團體賽                     |

## 国际比赛成绩
| 赛事     | 2001 | 2002 | 2003 | 2004 | 2005 | 2006 | 2007 | 2008 | 2009 | 2010 | 2011 | 2012 | 2013 | 2014 | 2015 |
| -------- | ---- | ---- | ---- | ---- | ---- | ---- | ---- | ---- | ---- | ---- | ---- | ---- | ---- | ---- | ---- |
| 应氏杯   | -    | -    | -    | 16强 | -    | -    | -    | -    | -    | -    | -    | -    | -    | -    | -    |
| 富士通杯 | 4強  | ×    | ×    | ×    | ×    | ×    | ×    | ×    | ×    | ×    | ×    | ×    | ×    | ×    | ×    |
| 三星杯   | ×    | ×    | ×    | ×    | ×    | ×    | ×    | ×    | ×    | ×    | ×    | ×    | ×    | ×    | ×    |
| LG盃     | ×    | ×    | ×    | ×    | ×    | ×    | 冠军 | ×    | ×    | ×    | ×    | ×    | ×    | ×    | ×    |
| 春兰杯   | -    | -    | -    | -    | -    | -    | -    | -    | -    | -    | -    | -    | -    | -    | -    |
| 丰田杯   | -    | ×    | -    | -    | -    | 16强 | -    | -    | 停办 | 停办 | 停办 | 停办 | 停办 | 停办 | 停办 |
| 亚洲杯   | ×    | 1轮  | ×    | 1轮  | 1轮  | ×    | ×    | ×    | ×    | ×    | ×    | ×    | ×    | ×    | ×    |

- 注1：斜体字意味着进入本赛后未赢一场
- 注2：浅绿背景意味着赛事仍在进行中

## 個人生活
1989年，鄭淑卿成為應昌期圍棋基金會工作人員，和周俊勳相識，後於2007年11月11日結婚。2008年3月17日，長子出生。
其弟弟周平強同為職業棋士六段。

## 爭議
2023年8月15日，圍棋棋士蘇聖芳向鏡週刊投訴，稱杭州亞運圍棋代表隊總教練周俊勳在2022年11月兩度對她性騷擾，並聯合其他棋士霸凌她，她因而身心受創。蘇聖芳曾向向海峰棋院秘書長楊寶甘求助，但對方認為是她胡思亂想，甚至嘲諷她。在此情形下，蘇聖芳以身體不適為由自行退隊。面對這些指控，周俊勳透過經紀人否認，並為雙方的認知不同表示歉意，也強調周和選手的互動都有拿捏分寸，亦沒有蘇所稱的集體霸凌，希望蘇對這些指控提出確實的證據。15日晚間，周俊勳表示願意配合調查，並請辭亞運圍棋總教練。

## 出版書籍
- 2015年 《無悔：犯錯是成功必須的布局》